# Ägyptisches Museum Hurghada

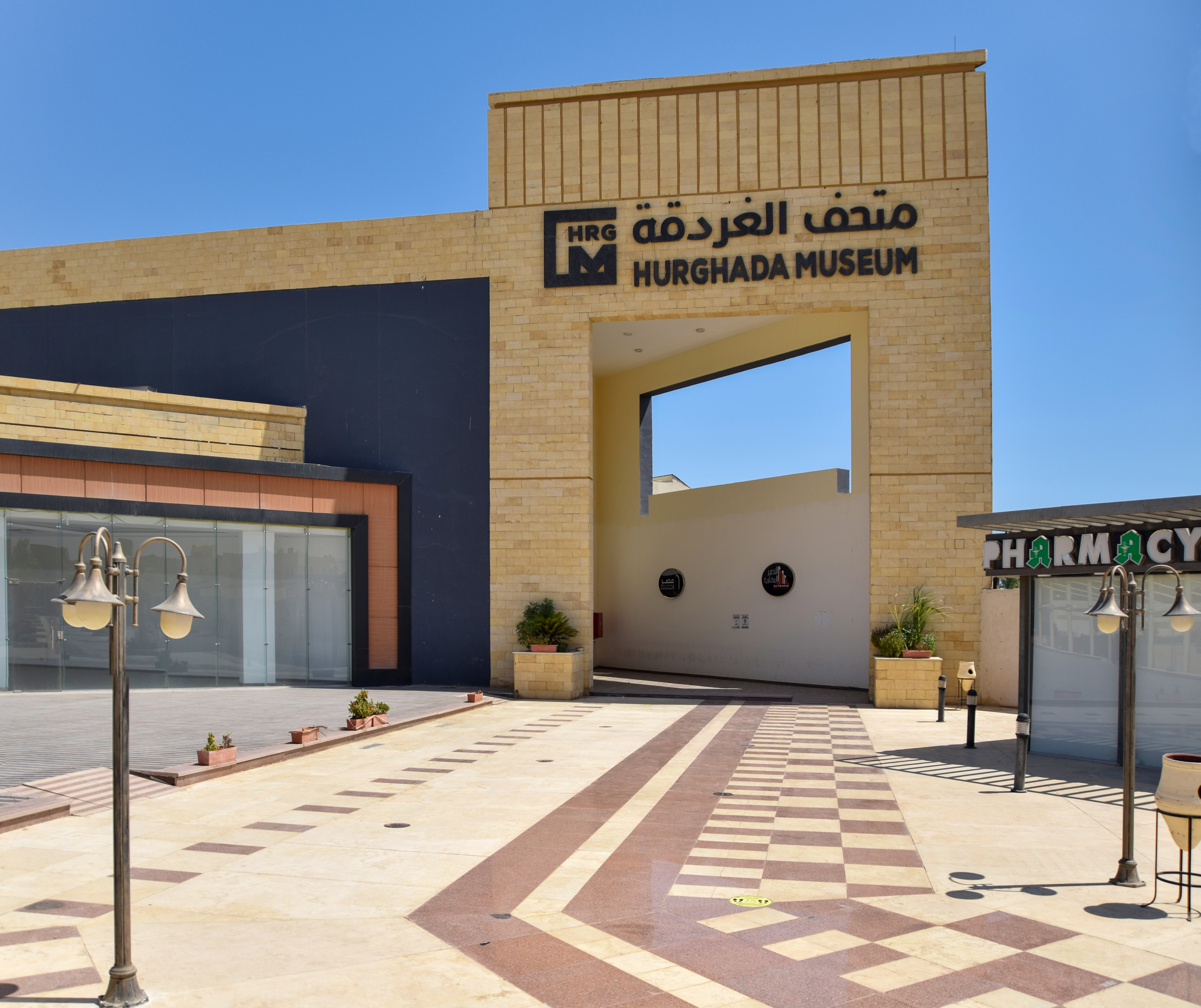
Das Museumsgebäude im September 2023

Das Ägyptische Museum in Hurghada ist ein Museum für ägyptische Geschichte in Hurghada.

## Geschichte
Das Museum wurde am 29. Februar 2020 in Anwesenheit von Premierminister Mustafa Madbuli, dem Minister für Tourismus und Antiquitäten Khaled El Enani und dem Vorsitzenden des Obersten Rates für Antiquitäten (Supreme Council of Antiquities) Mostafa Waziri eröffnet.

## Sammlung

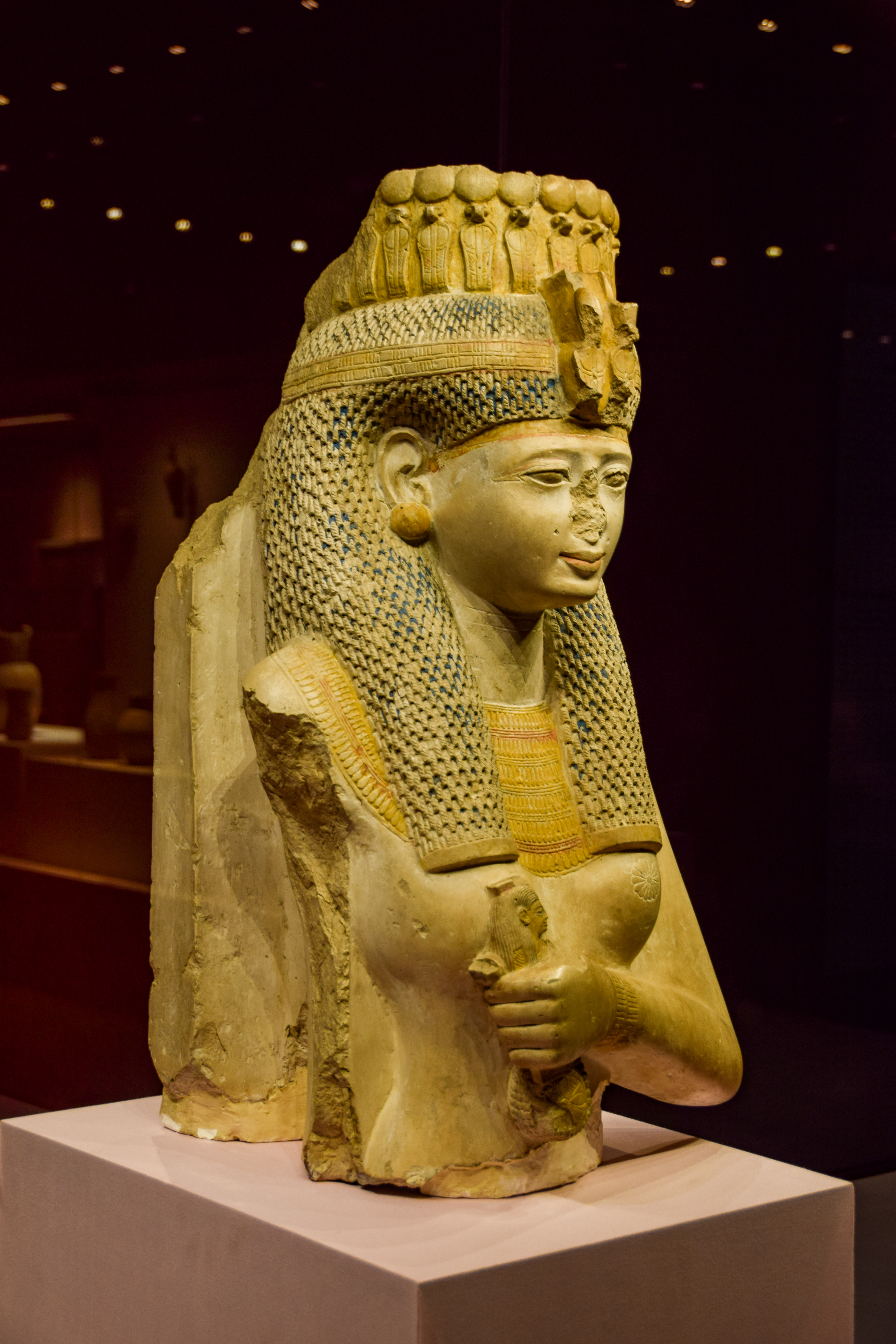
Kalksteinbüste der Meritamun im Museum Hurghada

Die Sammlung beinhaltet Exponate vom alten Ägypten bis hin zur modernen Geschichte. Das Museum beherbergt 1791 Artefakte, die nach verschiedenen Themen sortiert sind. Darüber hinaus werden auch andere Gegenstände ausgestellt, wie koptische Ikonen, Ölgemälde und eine bemalte Kalksteinbüste von Meritamun, Tochter und Königin von Ramses II.
Gezeigt werden die in Altägypten verwendeten Kosmetika und der in diese Kategorie fallende altägyptische Haarschmuck, Perücken, Cremes, Parfüms und Schmuckstücke. Auch spielen die damaligen Sportarten wie Jagen und Fischen eine Rolle, aber auch Musikinstrumente und Tanz sowie Musikdarbietungen von der Pharaonen-Zeit bis zur hin zur Moderne sind vertreten.
Die meisten der ausgestellten Artefakte im Hurghada-Museum wurden den Depots in der Roten-Meer-Region entnommen, stammen aber auch aus dem Rest des Landes.

## Gebäude
Das Hurghada-Museum ist ein zweistöckiges Gebäude, das sich über eine Fläche von 3.000 Quadratmetern erstreckt. Im Untergeschoss befinden sich diverse Läden und das Museum befindet sich gänzlich im zweiten Stock. Im Gegensatz zu vielen anderen Museen in Ägypten wurde dieser Bau in Hurghada vollständig privat finanziert, obwohl der Gewinn des Ägyptischen Museums in Hurghada zukünftig zwischen diesem und dem Ministerium für Tourismus und Antiquitäten aufgeteilt werden soll.
Die Leitung und Verwaltung des neu gebauten Ägyptischen Museums in Hurghada, die bis zu 185 Millionen Ägyptische Pfund (ca. 11 Millionen Euro) kostet, wird jedoch vollständig Regierungsbeamten unter der Aufsicht des Ministeriums überlassen.